# Термінальний сервер
Термінальний сервер (англ. terminal server) — сервер, що надає клієнтам обчислювальні ресурси (процесорний час, пам'ять, дисковий простір) для вирішення завдань. Технічно термінальний сервер — надпотужний комп'ютер (або кластер), підключений до мережі з термінальними клієнтами — у котрих є, як правило, малопотужні або застарілі робочі станції або спеціальні рішення для доступу до термінального сервера. Термінальний сервер служить для віддаленого обслуговування користувача з наданням робочого столу.

## Процес роботи
Термінальний клієнт після встановлення зв'язку з термінальним сервером пересилає на останній дані (натисненням клавіші, переміщенням миші), що вводяться, і, можливо, надає доступ до локальних ресурсів (наприклад, принтер, дискові ресурси, пристрій читання смарт-карт, локальні порти (Com/lpt)). Термінальний сервер надає середовище
для роботи (термінальна сесія), в якій виконуються додатки користувача. Результат роботи сервера передається на клієнта, як правило, це зображення для монітора і звук (при його наявності).
Переваги термінального сервера
- Зниження тимчасових витрат на адміністрування
- Підвищення безпеки — зниження ризику інсайдерських зломів
- Зниження витрат на програмне і апаратне забезпечення
- Зниження витрати електроенергії

Недоліки
- Концентрація всієї функціональності в рамках одного (декількох) серверів — вихід з ладу будь-якого елементу між додатком і клієнтами (сервер, комутатори, СКС) приводить до простою багатьох користувачів.
- Посилюються негативні наслідки помилок конфігурації і роботи ПЗ (наслідки помилок позначаються не на окремих користувачах, а на всіх користувачах сервера відразу ж)
- Проблеми з ліцензуванням (деяке ПЗ не передбачає роботи декількох користувачів на одному комп'ютері або вимагає використання дорожчих версій).

## Проблеми ліцензування
В умовах використання вільного ПО (такого, як X Window System) проблема ліцензування не виникає. Для ПО, що передбачає в ліцензійній угоді обмеження на кількість копій/користувачів, виникає скрута.
В умовах термінального сервера можуть використовуватися наступні моделі ліцензування: 
- Per seat (per device — на робоче місце) — для кожного пристрою (тонкого клієнта або робочої станції) потрібна окрема ліцензія, незалежно від кількості користувачів. Подібна схема використовується при ліцензуванні Terminal Services у складі Windows Server.
- Per user (на користувача) — для кожного користувача (незалежно від числа одночасно активних користувачів) потрібна окрема ліцензія.
- Per connection (конкурентна ліцензія) — для кожного з'єднання потрібна окрема ліцензія, при цьому кількість користувачів/робітників місць не грає ролі — важлива кількість одночасно обслуговуваних користувачів.

Таку систему ліцензування використовує Citrix Metaframe. В цьому випадку існує 'пул ліцензій', кожне нове з'єднання забирає одну ліцензію з пулу. Ліцензія повертається в пул при закінченні з'єднання.
У багатьох великих пакетах ПО передбачається особливий сервіс — сервер ліцензій (додаток, що займається обліком, видачею і прийоманням ліцензій). В умовах великих мереж рекомендується виділення під сервер ліцензій окремого комп'ютера (або декілька — для резервування).

## Види термінальних серверів
- Microsoft Windows Terminal Server (поставляється в Microsoft Windows Server)
- Citrix Metaframe
- X Window System
- NX Nomachine
- FREENX
- rx@etersoft
- Linuxwizard Get-term.biz